# Arash

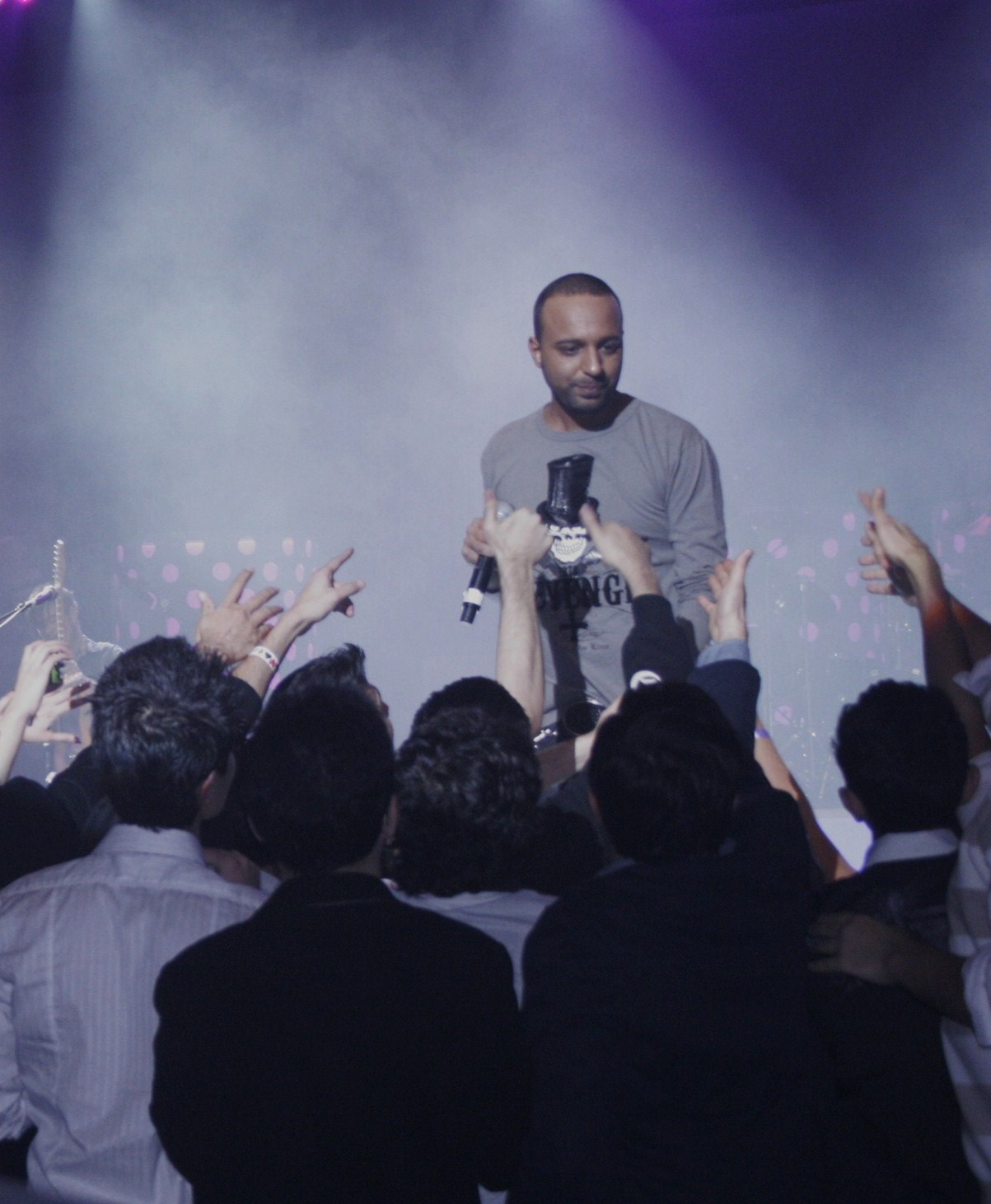
Arash Las Vegasban

Alex Arash Labaf, művésznevén Arash (آرش لباف, Teherán, 1977. április 23.) iráni-svéd énekes, rapper, dalszerző, producer. Olyan nemzetközi slágerek köthetőek a nevéhez, mint a Boro Boro, a Rebeccával felvett Temptation, a Tike Tike Kardi vagy az Iran Iran. Közreműködött ismert előadókkal is, pl. Sean Paullal a She Makes Me Go dalban.
Arash iráni szülőktől származik, Teheránban született 1977. április 23-án. A perzsa hiphop és popzene ikonikus alakja. DJ-ként is tevékeny. Koncertezett Las Vegasban is.

## Diszkográfia

### Stúdióalbumok
- Arash (2005)
- Donya (2008)
- Superman (2014)

### Remix albumok
- Crossfade (The Remix Album) (2006)

### Válogatásalbumok
- Arash: The Album (2012)

### Kislemezek
- Boro Boro (2004)
- Tike Tike Kardi (2005)
- Temptation közr. Rebecca (2005)
- Arash (2006)
- Chori Chori közr. Aneela (2006)
- Donya közr. Shaggy (2008)
- Suddenly közr. Rebecca (2008)
- Pure Love közr. Helena (2008)
- Always közr. AySel (2009)
- Près de toi közr. Najim & Rebecca (2009)
- Kandi közr. Lumidee (2009)
- Dasa Bala közr. Timbuktu & Yag (2010)
- Broken Angel közr. Helena (2010)
- Glorious (2010)
- Melody (2012)
- She Makes Me Go közr. Sean Paul (2012)
- One Day közr. Helena (2014)
- Sex Love Rock n Roll (SLR) közr. T-Pain (2014)
- OMG közr. Snoop Dogg (2016)
- Se Fue (feat. Mohombi) (2017)

#### Közreműködő előadóként
- Music Is My Language (DJ Aligator & Arash, 2005)
- Doga Doga (Medina & Arash, 2014)